# Ahmed-pasza
Ahmed-pasza – sandżakbej Benderu. W 1595 sułtan Mehmed III wyznaczył go bejlerbejem Mołdawii. Dowodził wyprawą tatarsko-turecką w bitwie pod Cecorą (1595).